# Royal Rumble (2015)
Royal Rumble (2015) là một pay-per-view (PPV) về đấu vật chuyên nghiệp (professional wrestling) được tổ chức bởi công ty WWE. Nó diễn ra vào ngày 25 tháng 1 theo giờ địa phương của Mỹ, tại Trung tâm Wells Fargo ở Philadelphia, Pennsylvania. Đây là năm thứ 28 sự kiện Royal Rumble được tổ chức, và năm nay là năm đầu tiên nó được trực tiếp trên WWE Network.

## Bối cảnh
Royal Rumble bao gồm các trận đấu professional wrestling mà trong đó có các đô vật làm việc theo các mối thù đã viết trước, các nhân vật mà họ thể hiện, và các storyline. Các đô vật thể hiện vai chính diện hay phản diện mà họ được giao cho ở các sự kiện trước đó, và tiếp tục thể hiện nó trong sự kiện này, trên màn ảnh ti vi.
| Vai trò                 | Tên                                   |
| ----------------------- | ------------------------------------- |
| Bình luận viên          | John "Bradshaw" Layfield              |
| Bình luận viên          | Michael Cole                          |
| Bình luận viên          | Jerry Lawler                          |
| Bình luận viên          | Carlos Cabrera (tiếng Tây Ban Nha)    |
| Bình luận viên          | Marcelo Rodríguez (tiếng Tây Ban Nha) |
| Người phỏng vấn         | Tom Phillips (trước sự kiện)          |
| Phát ngôn viên          | Lilian Garcia                         |
| Phát ngôn viên          | Eden Stiles                           |
| Bình luận trước sự kiện | Booker T                              |
| Bình luận trước sự kiện | Byron Saxton                          |
| Bình luận trước sự kiện | Corey Graves                          |
| Bình luận trước sự kiện | Renee Young                           |

Như mọi năm, lịch thi đấu được chú ý nhất đó là trận 30 người Royal Rumble match. Royal Rumble năm nay, người thắng trận 30 người sẽ có một suất tranh đai WWE World Heavyweight Championship tại WrestleMania 31.
Tại SummerSlam tháng 8 năm 2014, Brock Lesnar đã hạ gục John Cena một cách áp đảo để giành được đai WWE World Heavyweight Championship. Cena có trận tái đấu một tháng sau đó tại Night Of Champions, và chiến thắng bằng luật disqualification do đang đấu với Lesnar thì Seth Rollins xen vào đánh lén; và bởi vì disqualification nên đai của Lesnar không đổi chủ. Tại Hell in a Cell (10/2014), Cena chiến thắng Randy Orton để giành suất tranh đai với Brock Lesnar tại Royal Rumble 2015. Và sau đó, tại TLC: Tables, Ladders and Chairs (12/2014), John Cena tiếp tục chiến thắng Seth Rollins để bảo vệ suất tranh đai của mình. Vào ngày 5 tháng 1 năm 2015 tại WWE Raw, Rollins được thêm vào trận tranh đai giữa Cena và Lesnar do có công mang The Authority trở lại, sau khi đe dọa và ra điều kiện với Cena ở tuần trước đó. Do vậy nên trận tranh đai giữa Cena và Lesnar biến thành trận tay ba. Vào ngày 19 tháng 1 tại Raw, Triple H buộc Cena phải đấu một trận 3-on-1 Handicap (1 đấu 3) với Kane, Big Show và Seth Rollins; Cena không chỉ bảo vệ suất tranh đai của anh, mà còn lấy lại việc làm cho Dolph Ziggler, Erick Rowan và Ryback nếu thắng trận (cả ba người Dolph, Erick và Ryback đã bị sa thải bởi The Authority vì dám ở phe Cena để giúp đội của Cena chiến thắng tại Survivor Series. Cùng với sự trợ giúp của Sting, người đã góp phần giúp đội Cena chiến thắng tại Suvivor Series, Cena chiến thắng trận 1 đấu 3. Ngay lúc đó, Lesnar xuất hiện và tấn công Kane, Big Show và Rollins, làm độc chiêu F-5 lên Kane và Big Show. Sau đó vào buổi ký hợp đồng cho trận đấu tại Royal Rumble, Lesnar tấn công cả Cena và Rollins, nhưng sau đó anh bị dính chiêu AA của Cena và Curb Stomp từ Seth Rollins.

## Phê bình
Có phản ứng rất tiêu cực từ khán giả ở Philadelphia dành cho trận Royal Rumble match và người chiến thắng, có thể thấy nó còn tệ hơn những phản ứng dành cho Batista tại Royal Rumble (2014). Khi mà Daniel Bryan bị loại từ nửa trận, đám đông khán giả liên tục hô vang tên anh trong suốt trận đấu và la ó phản đối dành cho các đô vật khác tham gia, bao gồm cả người chiến thắng là Roman Reigns và các fan hâm mộ Reigns. Khán giả tiếp tục không vui khi Dolph Ziggler và Dean Ambrose bị loại, và cổ vũ cho đô vật phản diện Rusev khi mà chỉ còn Rusev và Reigns trên sàn đấu, cũng như hô vang các từ "bullshit" và "CM Punk". Reigns bị phản đối dữ dội khi thắng trận, ngay cả khi có sự tán thành của The Rock, và The Rock cũng bị thắc mắc rằng vì sao lại giúp cho Reigns thắng.
MỘt vài fan chia sẻ lên các phương tiện truyền thông sự thất vọng khi Daniel Bryan bị loại. Chỉ một chút sau khi sự kiện kết thúc, #CancelWWENetwork trở thành hashtag được chia sẻ nhiều nhất trên Twitter, trong khi PWInsider.com báo cáo rằng số lượng hủy WWE Network trực tuyến trên mạng đã quá tải, và những người muốn hủy được WWE báo rằng phải chờ tới ngày hôm sau mới hủy được vì có quá nhiều người muốn hủy.
Dave Scherer của trang PWInsider.com viết rằng sự kiện này "đáng xem ở trận Triple Threat tranh đai WWE World Heavyweight Championship, còn cái kết trận 30 người Royal Rumble thì tệ". Anh ta cũng ghi thêm "mang Daniel Bryan trở lại trận này là một sai lầm, ít ra cũng đừng là tối hôm nay", cũng như "người hâm mộ muốn Bryan và họ dành tất cả vì anh ta", cùng với cái kết quả "đã hoàn toàn giết chết hình ảnh Roman trong mắt các fan đó", dẫn đến một "cái kết quá thảm".
James Caldwell của Pro Wrestling Torch đánh giá trận Royal Rumble match 3,5/5 sao, nhận xét rằng "đây là kì Rumble hay, cho tới khi các fan quay lưng với trận 30 người khi họ thấy rõ nó sẽ kết thúc thế nào". Caldwell khen ngợi Bray Wyatt trong trận đấu và lưu ý là sự trở lại của Bubba Ray Dudley là "một cú trở lại bất ngờ", nhưng nói thêm rằng những khoảnh khắc hay trong trận đấu "đã bị che mờ bởi cái kết trận đấu". Caldwell đánh giá trận tranh đai WWE World Heavyweight Championship 4 sao trên 5 sao, khen ngợi "cốt truyện rất chắc chắn" và miêu tả trận đấu có sức lôi cuốn "cao chót vót" nhưng cũng nói thêm "trận đấu quá phụ thuộc vào yếu tố kick-out khi bị dính chiêu cuối". Anh ta cũng đánh giá trận tranh đai Tag Team Championship match là 2,5 sao, mô tả đó là "trận tag team thuần nhất", trong khi trận đấu của các Divas và trận của The Ascension đánh với The New Age Outlaws đều được đánh giá 1,5 trên 5 sao.
Kenny Herzog của Rolling Stone đặt ra câu hỏi rằng liệu cái kết của Royal Rumble năm nay có phải là tệ nhất trong lịch sử hay không, chỉ rõ rằng nhiều yếu tố như sự cổ vũ thiếu lửa dành cho các đô vật là cựu vô địch đai WWE Intercontinental Championship, dành cho Daniel Bryan khi anh bị loại quá sớm, và cũng dành cho sự chiếm ưu thế của Kane và Big Show làm cho các tài năng trẻ không có đất diễn. Mặc dù vậy, Herzog hưởng ứng đám đông ở Philadelphia, dành lời khen cho sự trở lại của Bubba Ray Dudley và màn trình diễn tích cực của Seth Rollins trong trận tranh đai WWE World Heavyweight Championship.
Bill Hanstock của SBNation.com thì viết rằng Dolph Ziggler và Bray Wyatt bị loại bởi Kane và Big Show "là một sự vô công rồi nghề và giết chết cảm xúc của mọi người có mặt ở đó", và "chiến thắng của Reigns giống như một sự biết trước rồi". Anh ta hài lòng về trận tranh đai WWE World Heavyweight Championship, mô tả nó "làm hài lòng" và "nhớ tới các trận cổ điển", nói thêm là "nó có thể có một đề cử xứng đáng cho giải trận đấu của năm".
Luke Winkie của Sports Illustrated thì ít phê phán hơn về trận Royal Rumble match, anh cho là việc Bryan bị loại sẽ bắt đầu cho một câu chuyện hay. Winkie chỉ rõ "một mô-típ tương lai", chẳng hạn như sự tức giận khi Bryan bị loại sớm, sẽ là một thứ có thể khai thác khi fan ghét bỏ Reigns. Anh ta cũng khen ngợi trận WWE World Heavyweight Championship sẽ trở thành đề cử sớm cho giải "Match Of The Year".

## Kết quả
| #                                                                                           | Các trận đấu | Hình thức | Thời gian |
| ------------------------------------------------------------------------------------------- | --- | --- | --------- |
| 1P                                                                                          | Cesaro và Tyson Kidd (cùng với Natalya và Adam Rose) đánh bại The New Day (Big E và Kofi Kingston) (cùng với Xavier Woods) | Tag team match                                                                                                   | 11:03     |
| 2                                                                                           | The Ascension (Konnor và Viktor) đánh bại The New Age Outlaws (Road Dogg và Billy Gunn)                                    | Tag team match                                                                                                   | 05:25     |
| 3                                                                                           | The Usos (Jimmy Uso and Jey Uso) (c) đánh bại The Miz và Damien Mizdow                                                     | Tag team match tranh đai WWE Tag Team Championship                                                               | 09:20     |
| 4                                                                                           | The Bella Twins (Brie Bella and Nikki Bella) đánh bại Paige và Natalya                                                     | Tag team match                                                                                                   | 08:04     |
| 5                                                                                           | Brock Lesnar (c) (cùng với Paul Heyman) đánh bại John Cena và Seth Rollins (cùng với Jamie Noble và Joey Mercury)          | Triple threat match tranh đai WWE World Heavyweight Championship                                                 | 22:44     |
| 6                                                                                           | Roman Reigns chiến thắng sau khi loại Rusev                                                                                | Trận 30 người Royal Rumble tranh một suất tranh đai WWE World Heavyweight Championship match tại WrestleMania 31 | 59:40     |
| (c) – cho biết nhà vô địch trước trận đấu tranh đai; và P - cho biết trận đấu trước sự kiện | | |           |

### Chi tiết về trận 30 người Royal Rumble

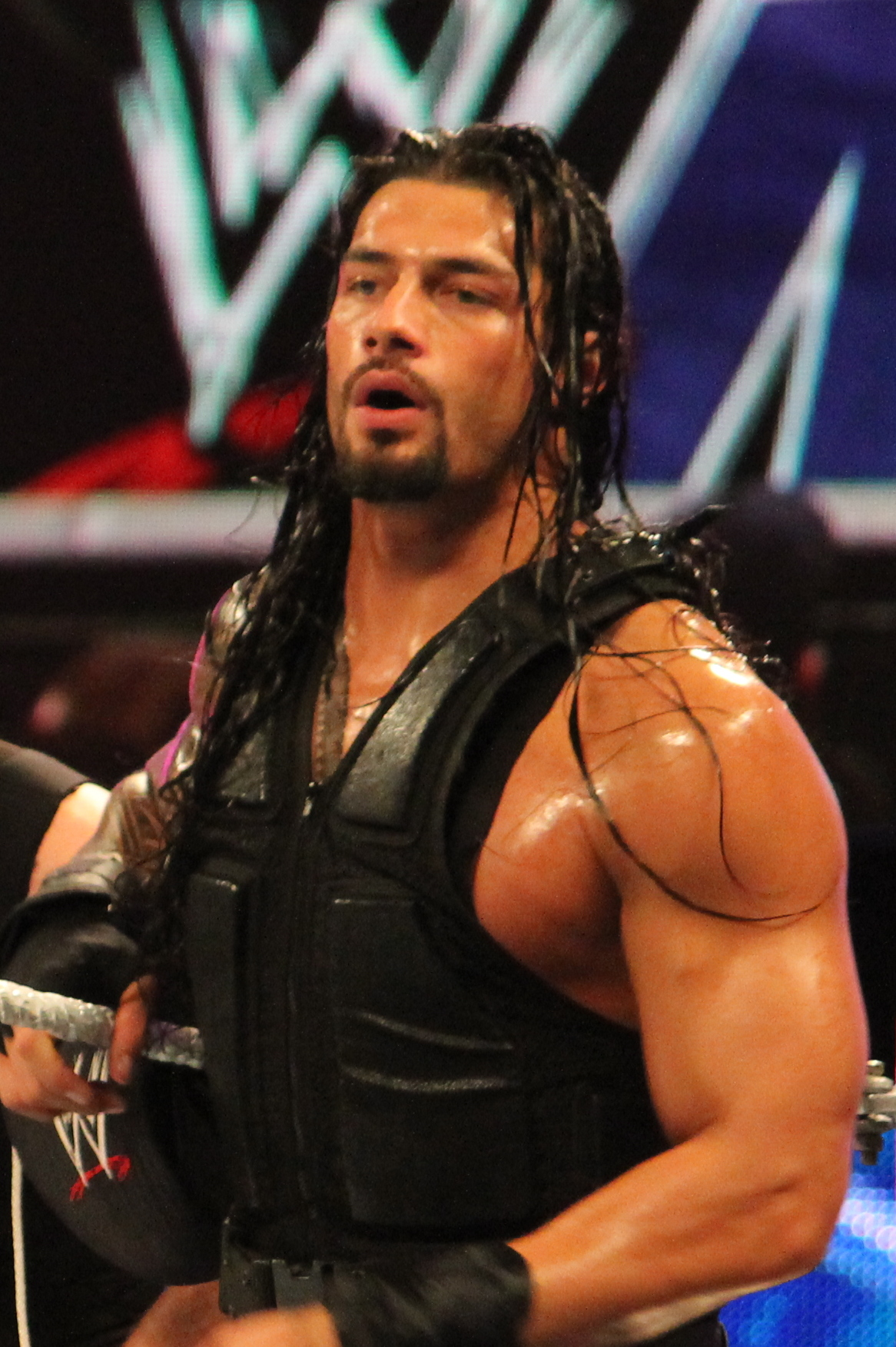
Roman Reigns là người chiến thắng Royal Rumble match

Sau khoảng 90 giây, sẽ có thêm một đô vật tham gia trận đấu.
| Số thứ tự | Tên                 | Thứ tự bị loại | Bị loại bởi         | Thời gian | Số người đã loại |
| --------- | ------------------- | -------------- | ------------------- | --------- | ---------------- |
| 1         | The Miz             | 1              | Bubba Ray           | 04:01     | 0                |
| 2         | R-Truth             | 2              | Bubba Ray           | 04:14     | 0                |
| 3         | Bubba Ray Dudley    | 3              | Wyatt               | 04:44     | 2                |
| 4         | Luke Harper         | 4              | Wyatt               | 04:13     | 0                |
| 5         | Bray Wyatt          | 24             | Big Show & Kane     | 46:58     | 6                |
| 6         | Curtis Axel         | -              | không thể tham gia^ | 00:00     | 0                |
| 7         | The Boogeyman       | 5              | Wyatt               | 00:47     | 0                |
| 8         | Sin Cara            | 6              | Wyatt               | 00:38     | 0                |
| 9         | Zack Ryder          | 7              | Wyatt               | 00:34     | 0                |
| 10        | Daniel Bryan        | 11             | Wyatt               | 10:11     | 1                |
| 11        | Fandango            | 10             | Rusev               | 07:35     | 0                |
| 12        | Tyson Kidd          | 8              | Bryan               | 02:29     | 0                |
| 13        | Stardust            | 15             | Reigns              | 12:31     | 0                |
| 14        | Diamond Dallas Page | 9              | Rusev               | 02:29     | 0                |
| 15        | Rusev               | 28             | Reigns              | 35:17     | 6                |
| 16        | Goldust             | 14             | Reigns              | 06:21     | 0                |
| 17        | Kofi Kingston       | 13             | Rusev               | 02:51     | 0                |
| 18        | Adam Rose           | 12             | Rusev               | 00:24     | 0                |
| 19        | Roman Reigns        | -              | Chiến thắng         | 27:29     | 6                |
| 20        | Big E               | 18             | Rusev               | 14:50     | 0                |
| 21        | Damien Mizdow       | 16             | Rusev               | 00:18     | 0                |
| 22        | Jack Swagger        | 20             | Big Show            | 12:50     | 0                |
| 23        | Ryback              | 19             | Big Show & Kane     | 11:01     | 0                |
| 24        | Kane                | 26             | Reigns              | 16:56     | 4                |
| 25        | Dean Ambrose        | 25             | Big Show & Kane     | 13:31     | 1                |
| 26        | Titus O'Neil        | 17             | Ambrose & Reigns    | 00:04     | 0                |
| 27        | Bad News Barrett    | 21             | Ziggler             | 05:48     | 0                |
| 28        | Cesaro              | 22             | Ziggler             | 04:56     | 0                |
| 29        | Big Show            | 27             | Reigns              | 08:22     | 5                |
| 30        | Dolph Ziggler       | 23             | Big Show & Kane     | 02:20     | 2                |

^  Curtis Axel bị tấn công bởi Erick Rowan và không thể lên sàn đấu, do đó nên Axel được tính là không tham gia trận đấu, tự ý bỏ cuộc.